# Томот
Томот (рус. Томмот) град је у Русији у Јакутији.

## Становништво
| 1939. | 1959. | 1970. | 1979. | 1989. | 2002. | 2010. |
| ----- | ----- | ----- | ----- | ----- | ----- | ----- |
| 2.800 | 5.406 | 7.993 | 6.320 | 9.460 | 9.032 | 8.057 |